# Juilliard School

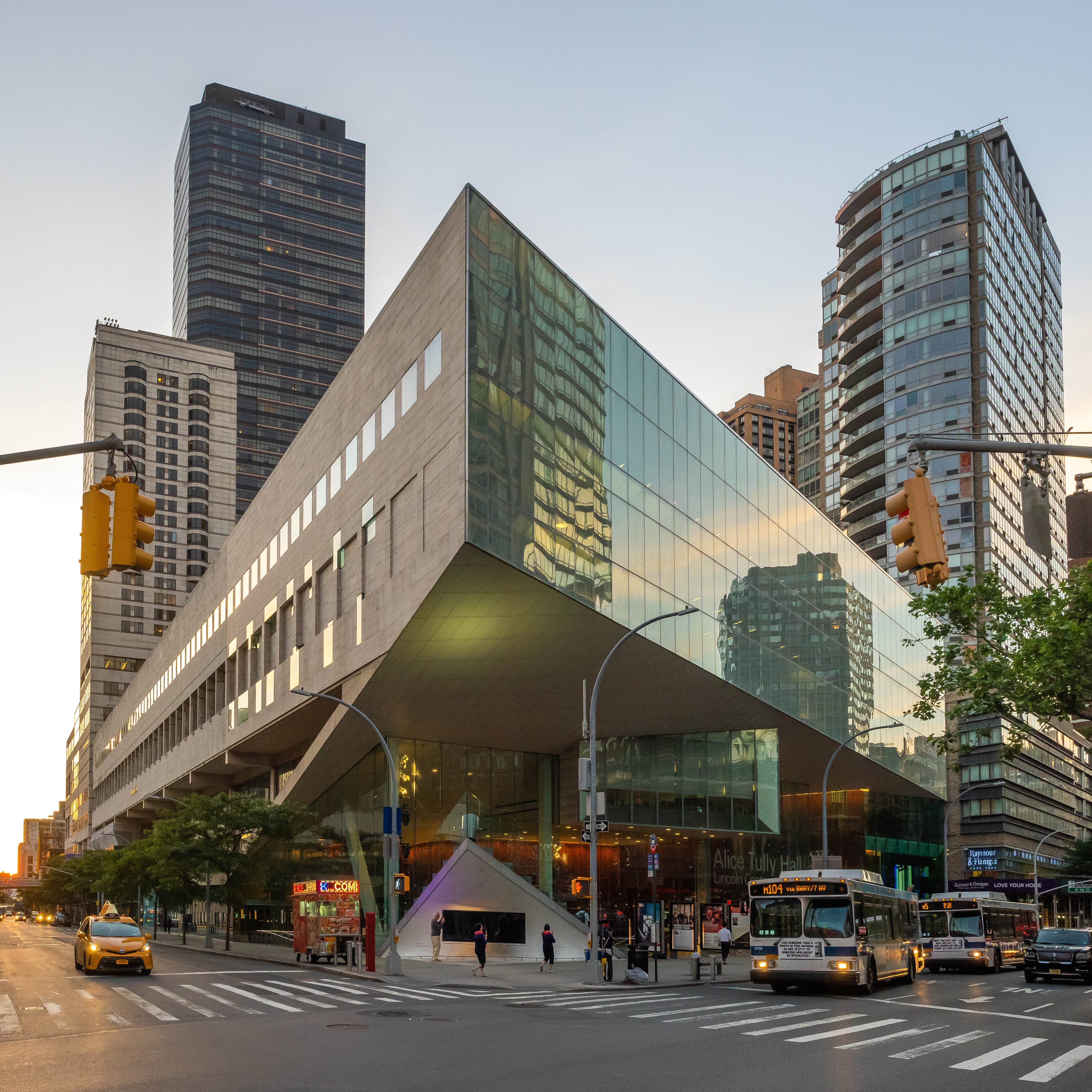
Juilliard School: Alice Tully Hall

Juilliard School is een conservatorium voor uitvoerende kunsten in New York.
De instelling is in 1905 opgericht als het Institute of Musical Art. In 1920 richtte de Juilliardstichting, genoemd naar een textielhandelaar, de Juilliard Graduate School voor muziek op. In 1926 fuseerden beide instellingen. Vanaf 1946 was de naam The Juilliard School of Music.
Het conservatorium wordt meestal kortweg Juilliard genoemd en is vermaard om zijn oud-leerlingen. Het is sinds 1969 gevestigd in het Lincoln Center en geeft onderricht aan zo'n 700 studenten in muziek, toneel en dans.
Beroemde oud-leerlingen zijn onder meer de musici Leo Brouwer, Miles Davis, David Garrett, Philip Glass, Jester Hairston, Masaru Kawasaki, Yo-Yo Ma, Wynton Marsalis, Thelonious Monk, André M. Smith, Jordan Rudess, Itzhak Perlman, Pinchas Zukerman, Nina Simone, Steve Reich, Shunske Sato, Jaap van Zweden en Karina Canellakis en de acteurs Val Kilmer, Agustin Anievas en Christopher Reeve.
The Juilliard School kent een keur aan ensembles, zoals voor kamermuziek, jazz, orkest- en koorwerk. Het Axiom Ensemble is een groep, van studenten en door studenten gemanaged, voor grotere 20e-eeuwse werken. Ook zijn er diverse (zogenaamde resident) ensembles die op de school optredens verzorgen, waaronder het Juilliard String Quartet.
De instelling werd door de QS World University Rankings in het klassement van Performing Arts in 2019 samen met de Universität für Musik und darstellende Kunst Wien als de twee beste instellingen ter wereld beschouwd. De Juilliard School behaalde de eerste positie ook in 2016, 2017 en 2018.